# Dag Achatz
Dag Achatz, född 1 april 1942, är en schweizisk pianist av svensk börd. Achatz är son till flöjtisten Carl Achatz. Achatz studerade vid musikkonservatoriet i Genève, vid Musikkonservatoriet i Stockholm för Greta Erikson (1960–1963), för Suzanne Roche och Vlado Perlemuter i Paris samt för Alfred Cortot i Sienna.
Han är bosatt i Schweiz sedan 1968.
Bland hans många inspelningar märks egna transkriberingar av Stravinskys Våroffer och Leonard Bernsteins West side story.